# Čažin Dolac
Čažin Dolac pitoreskni je zaselak usred Tugara, u nekadašnjoj Poljičkoj Republici. 
Nalazi se na brdašcu u sjevernom podnožju brda Perun. Većina stanovništva danas je naseljena u podnožju sela uz glavnu prometnicu kroz Tugare, županijsku cestu 6142 (Žrnovnica-Omiš), čime je arhitektonsko naslijeđe sela ostalo dosta dobro očuvano. Iako je migracija stanovništva sačuvala stare kamene kuće od betonizacije, ubrzala je propadanje istih zbog neboravka u njima. 
U starom dijelu sela danas živi 6 obitelji. 
Stara prezimena Čažina Doca su Čorić, Barić, Duraković, Markičević, Jurišić i Novaković, dok danas nalazimo i prezimena Bečić, Brljević, Goreta, Javorčić i Zečić.
Selom dominiraju stare kamene kuće i objekti poput kamenih štala ("pojata"), zatvorenih dimnih kuhinja ("komina") i sl. Usred sela nalazi se obnovljena crkvica posvećena zaštitniku sela Svetom Frani.
U selu djeluju bratimi Svetog Frane koji broje 30-ak članova. 
Članovi bratima su redom muškarci, kao što je i uobičajeno u tradicionalnim, patrijarhalnim sredinama. Oni odgovaraju za stanje crkvice Svetog Frane i sve aktivnosti vezane uz crkvene obrede. Konkretne aktivnosti provode dvoje "gaštalaca" koji se godišnje biraju između bratima. Zanimljivo je da upravljaju i proizvodnjom rakije lozovače tj, gospodare kotlovnicom koja se nekad nalazila uz samu crkvicu.
Osim bratima u selu djeluje i mjesni odbor kao predstavnik državne uprave.
2005. godine osnovana je udruga za očuvanje baštine "Sveti Frane". Svrha djelovanja ove udruge je promicanje ideje o agroturizmu kao obliku održivog razvoja mjesta (gospodarsko iskorištavanje naslijeđenog materijalnog i kulturnog bogatstva s ciljem očuvanja te vrijedne baštine).

## Vanjske poveznice
|  | Zajednički poslužitelj ima još gradiva o temi Čažin Dolac |